# Храм в Луксор
Храмът в Луксор е голям древноегипетски храмов комплекс, намиращ се на източния бряг на река Нил, в гр. Луксор, в древността познат като Тива.
Посветен е на бог Амон и представлява най-силно въплъщение на архитектурните особености на Новото царство (XVI—XI век пр.н.е.) Отличава се с грандиозен замисъл, монументалност и голямо количество колони.

## Галерия
- Храмът в Луксор от източния бряг на Нил
- Масивният Първи пилон
- Ислямска джамия върху фараонски храм
- Колонадата на Аменхотеп